# Maxera nigrifrontalis
Maxera nigrifrontalis là một loài bướm đêm trong họ Noctuidae.